# Нимечек, Франц Ксавер
Франц Ксавер Нимечек (нем. Franz Xaver Niemetschek, чеш. František Xaver Němeček; 24 июля 1766, Садска, Чехия, — 19 марта 1849, Вена) — чешский педагог и музыкальный критик. 

## Биография
Окончил Пражский университет, преподавал в гимназии в Пльзене, с 1802 года профессор Пражского университета, где преподавал этику, логику и педагогику. Среди учеников Нимечека был, в частности, Ян Вацлав Воржишек. Одновременно Нимечек возглавлял в Праге учебное заведение для глухонемых, был одним из первых в городе музыкальных критиков, выступая пражским корреспондентом лейпцигской «Всеобщей музыкальной газеты». В 1820 году он вышел в отставку и поселился в Вене.
Наибольшую известность у потомков принесла Нимечеку написанная им первая полноформатная биография Вольфганга Амадея Моцарта. Первое издание вышло в 1798 году под названием «Жизнь королевского капельмейстера Вольфганга Готлиба Моцарта» (нем. Leben des k.k.Kapellmeisters Wolfgang Gottlieb Mozart), в 1808 году последовало исправленное и дополненное переиздание под названием «Жизнеописание королевского капельмейстера Вольфганга Амадея Моцарта» (нем. Lebensbeschreibung des k.k. Kapellmeisters Wolfgang Amadeus Mozart). В отличие от более ранней и краткой биографии-некролога, составленного Фридрихом Шлихтегролем, книга Нимечека была основана, главным образом, на материалах, полученных от вдовы композитора Констанцы (Нимечек объявлял о своём личном знакомстве с Моцартом, но современные исследователи не находят этому документальных подтверждений), связанной с Нимечеком дружескими отношениями, — в частности, оба сына Моцарта в середине 1790-х гг. подолгу жили в семье Нимечека в Чехии, и, как считается, младший сын Моцарта Франц Ксавер получил у Нимечека первые уроки музыки. В связи с этим биография Нимечека фокусировала внимание на венском периоде жизни и творчества Моцарта; кроме того, Нимечек как патриот Чехии особо подчёркивал связи Моцарта с Прагой и сопутствовавший ему в этом городе успех.